# Issa ibne Maane
Issa ibne Maane (Isa ibn Mahan - lit. "Issa, filho de Maane") foi um oficial iraniano do século VIII que esteve ativo nos últimos anos do Califado Omíada. Era pai do futuro general e governador Ali e possivelmente era irmão do oficial Bucair ibne Maane. Ele foi um da'i em Marve, no Coração, e um apoiante precoce dos abássidas, muito embora tenha se rebelado contra eles após a Revolução Abássida (746–750). Ele foi executado por Calide sob ordens do general Abu Muslim. Seu executor, foi condenado a morte pelo califa Açafá (r. 751–754) como punição por ter executado Issa.